# Lake Iule
Der Lake Iule ist ein kleiner See in den Denton Hills des ostantarktischen Viktorialands. Er ist neben dem Lake Oid einer von zwei kleinen Seen zwischen Penance Pass und dem Lake Buddha.
Wissenschaftler einer von 1960 bis 1961 durchgeführten Kampagne der Victoria University’s Antarctic Expeditions benannten ihn in Anlehnung an das Benennungsschema weiterer geografischer Objekte in der Umgebung. Offensichtlicher Namensgeber ist Iulus (synonym Ascanius), Sohn des troianischen Fürsten Aeneas und erster König von Alba Longa aus der griechischen bzw. römischen Mythologie.